# 종교다원주의
종교다원주의(Religious pluralism)란 사회에 공존하는 종교적 믿음의 체계의 다양성을 인정하는 태도나 원리를 말한다. 절대적인 진리의 배타성보다는 다양성을 인정하는 점에서 포스트모더니즘의 전형적인 종교철학이다.
- 절대적인 유일한 진리를 포기하고 다른 종교의 진리와 가치를 인정하는 것이다.
- 상호 배타적인 진리가 있음을 서로가 인정하는 것이다.

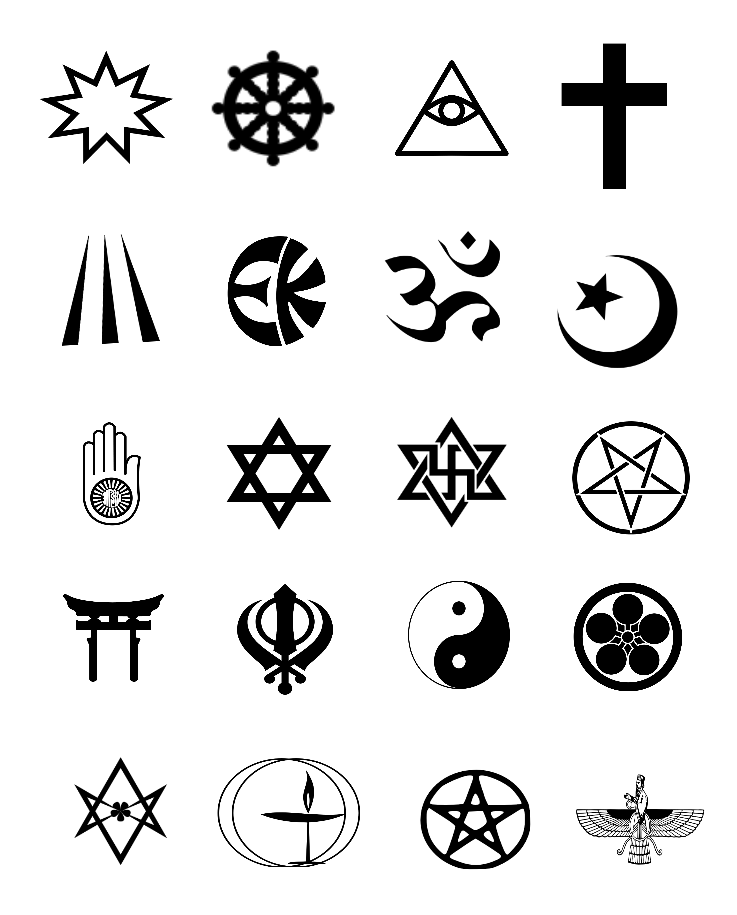
[1째줄] 바하이 신앙, 불교, 까오다이교, 기독교
[2째줄] 드루이드교, 엑칸카, 힌두교, 이슬람교
[3째줄] 자이나교, 유대교, 라엘리안 무브먼트, 사탄교
[4째줄] 신토, 시크교, 도교, 천리교
[5째줄] 텔레마, 유니테리언 유니버셜리즘, 위카, 조로아스터교

## 같이 보기
- 포스트모던
- 다중 종교 소속